# Sumlinia
Sumlinia is een geslacht van kevers uit de familie van de loopkevers (Carabidae). De wetenschappelijke naam van het geslacht is voor het eerst geldig gepubliceerd in 2001 door Cassola & Werner.

## Soorten
Het geslacht Sumlinia is monotypisch en omvat slechts de volgende soort:
- Sumlinia halophila (Sumlin, 1979)